# Gatyás tintagomba
A gatyás tintagomba vagy nyúlszőrmés tintagomba (Coprinopsis lagopus) a porhanyósgombafélék családjába tartozó, Eurázsiában és Észak-Amerikában honos, korhadó fatörmeléken, avaron növő, nem ehető gombafaj.

## Megjelenése
A gatyás tintagomba kalapja 1-3 cm széles és fiatalon akár 4 cm magas. Alakja kezdetben megnyúlt tojást formáz, majd harang alakúvá válik, végül laposan kiterül, szélei felfelé csavarodnak. Színe olívszürke, szürke, hosszában bordás. A fiatal gombát ezüstös szőrök borítják, amely a kalap növekedésével foltokra szakadozik szét, majd a szőrök lekophatnak. A gomba növekedése igen gyors, akár néhány óra leforgása alatt képes laposan kiterülni. 
Húsa vékony, törékeny. Színe és szaga nem jellegzetes.  
Sűrűn álló, vékony lemezei szabadon állnak. Színük kezdetben halványszürke-fehéres, majd hamarosan elsötétednek, megfeketednek és folyós "tintává" állnak össze.
Tönkje 4-10 cm magas és 0,3-0,6 cm vastag. Törékeny, belül csöves. Színe fehéres, felülete gyapjas-pelyhes, a pelyhek idővel lekopnak.
Spórapora lilásfekete. Spórája elliptikus, sima, mérete 10-13 x 6,5-8 µm.

### Hasonló fajok
A trágyatintagombával, esetleg a fehér tintagombával lehet összetéveszteni. 

## Elterjedése és termőhelye
Eurázsiában és Észak-Amerikában honos. Magyarországon nem ritka.  
Erősen korhadó faanyagon, bomló avaron, faforgácson, humuszban gazdag talajon él. Májustól októberig terem.
Feltehetően nem mérgező, de mérete miatt gasztronómiai jelentősége nincs.  

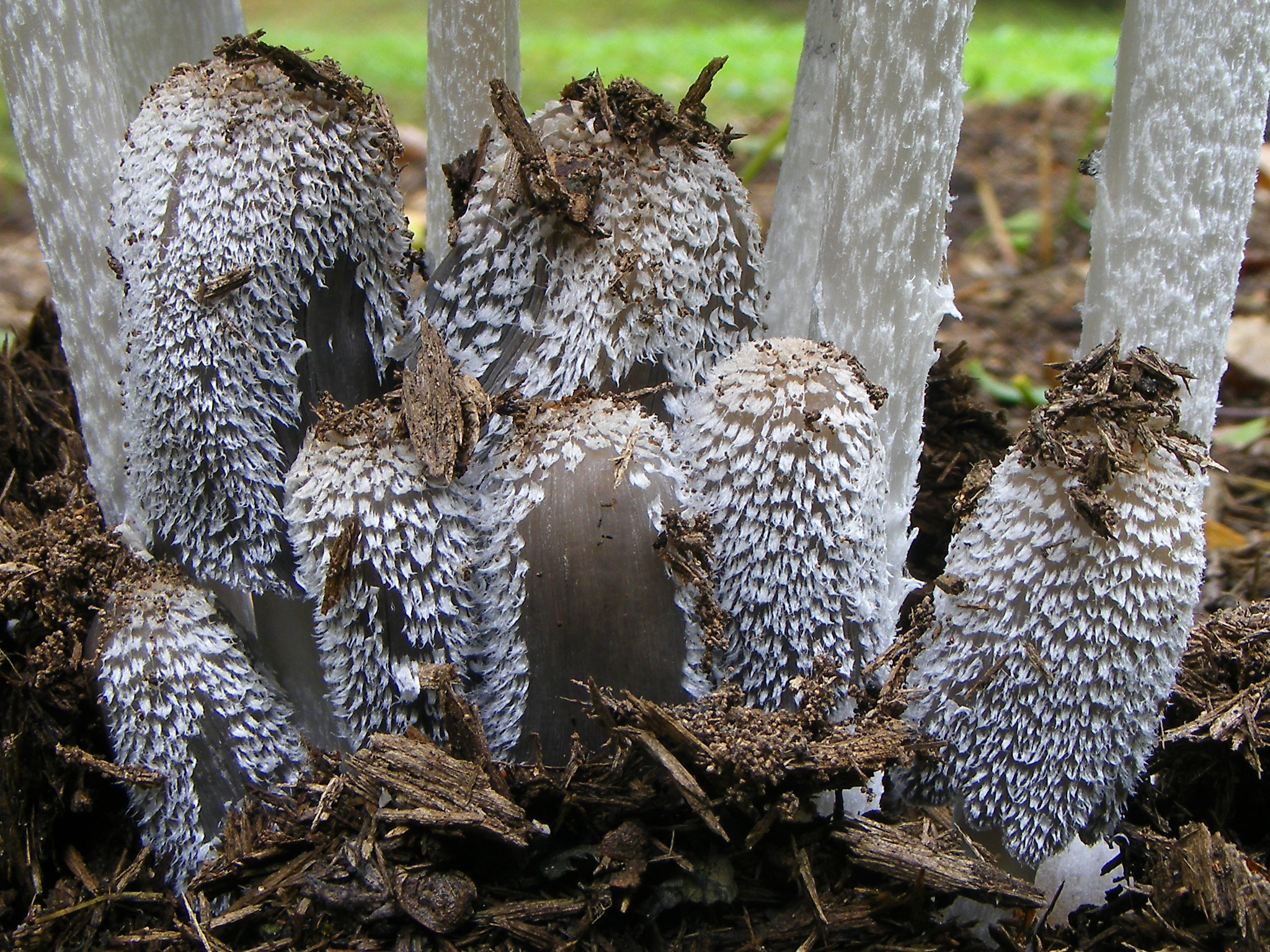
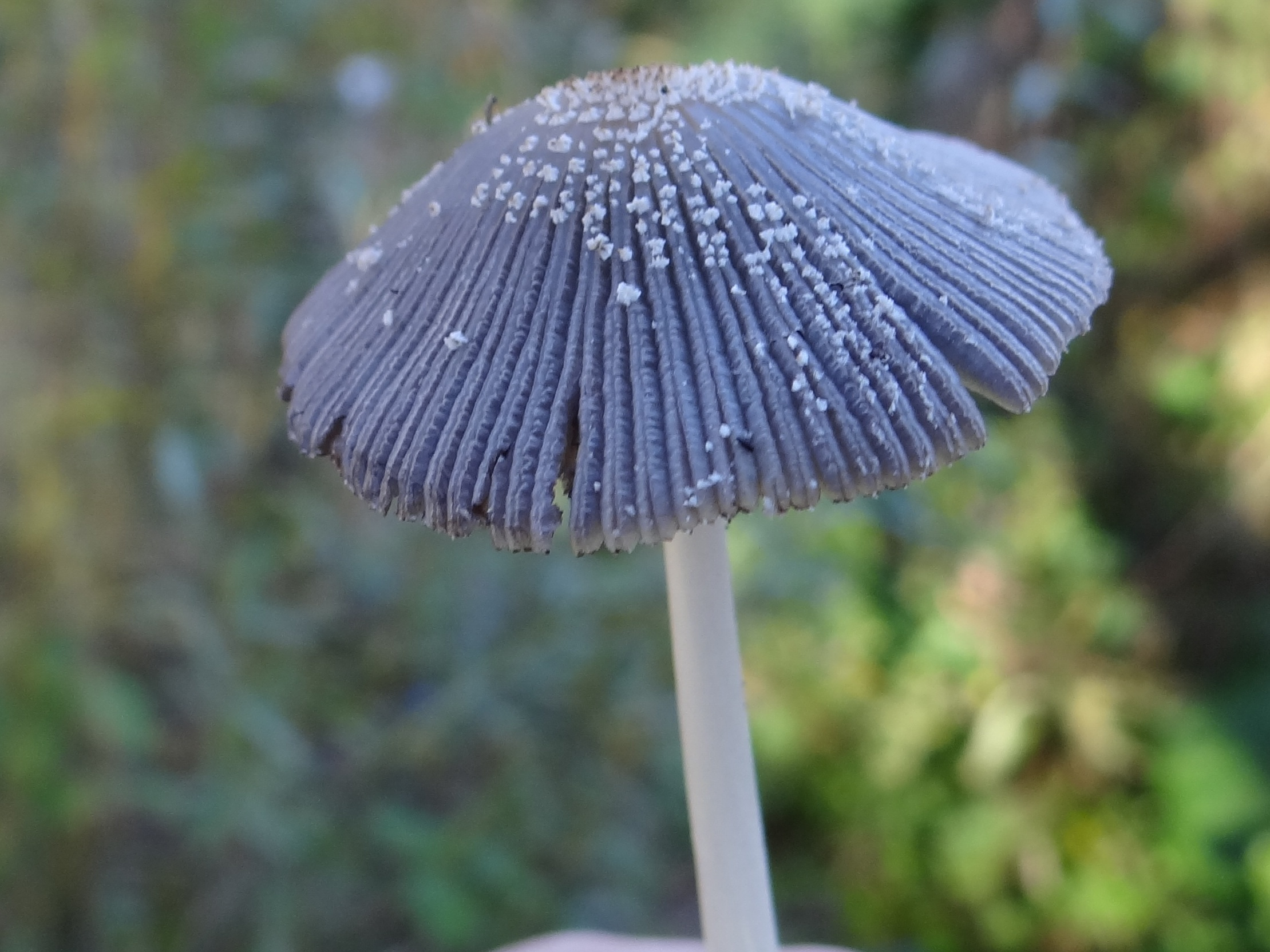
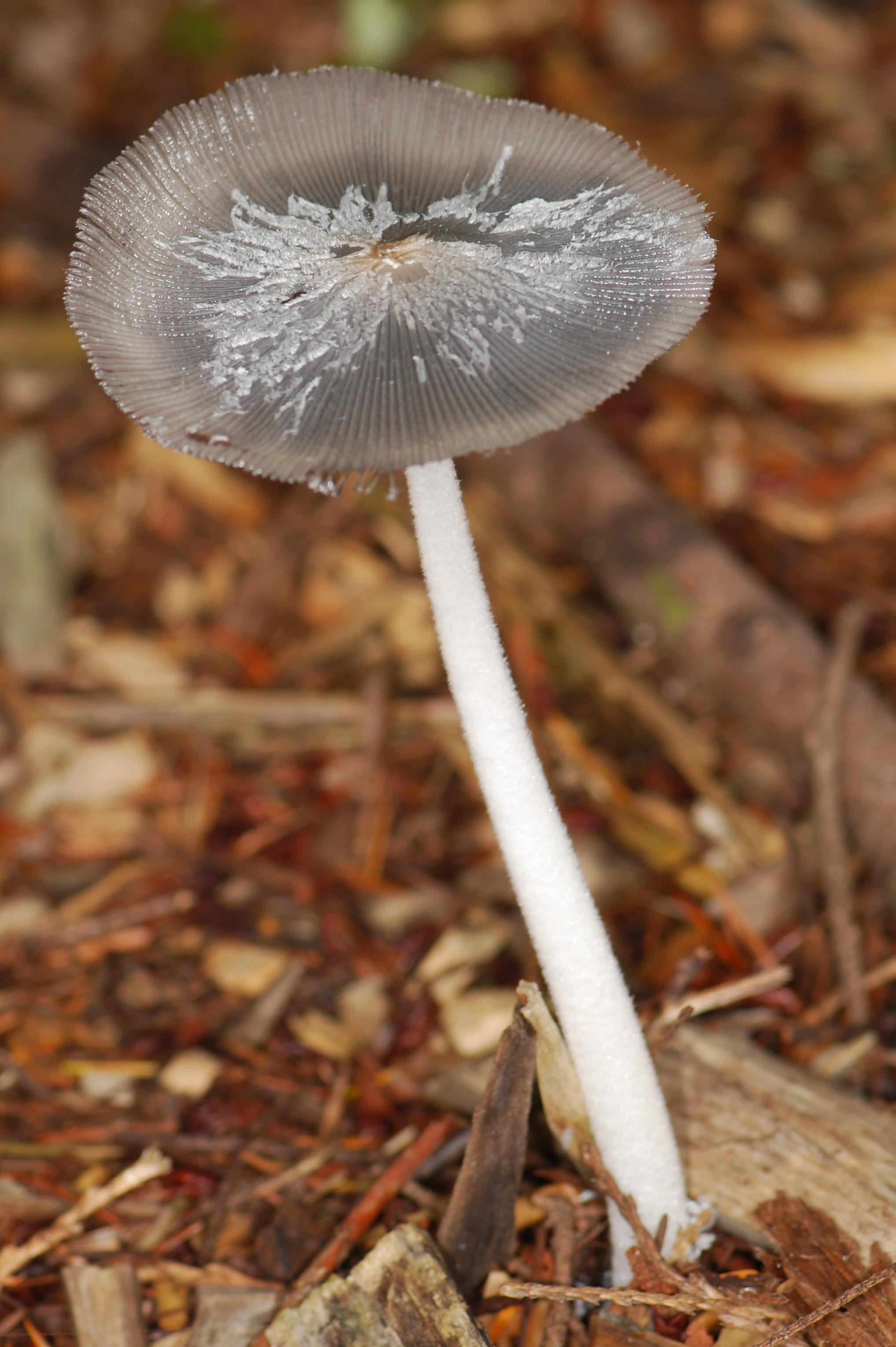
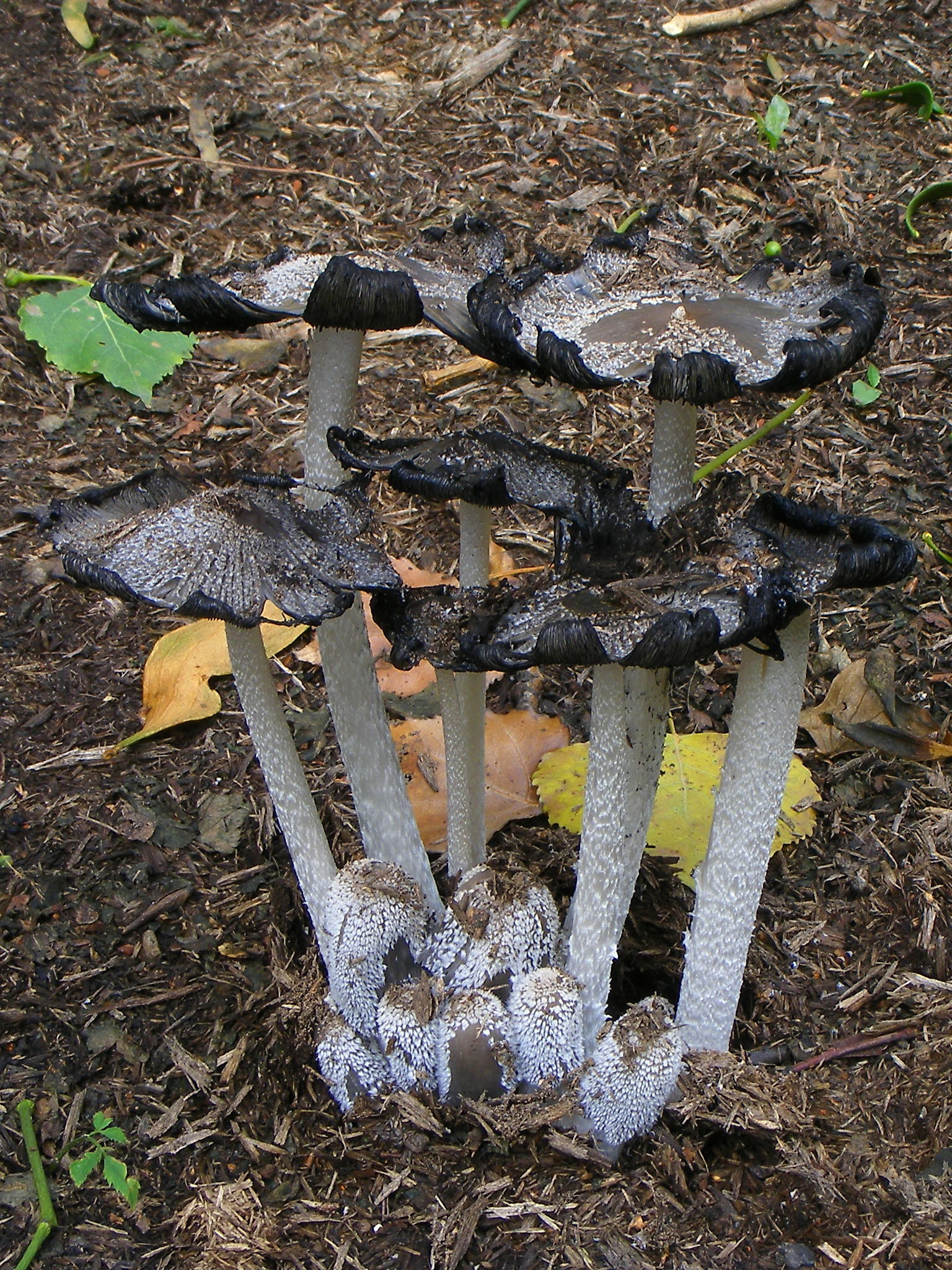
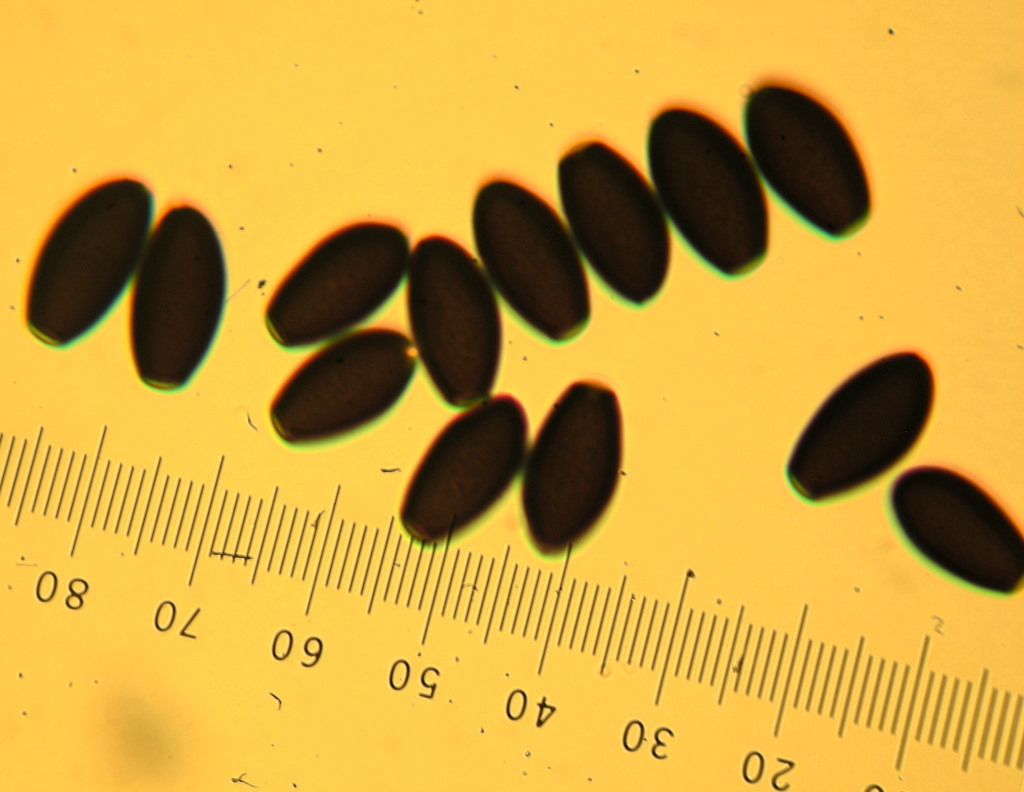